# Serrasalmus marginatus
Serrasalmus marginatus, auf Englisch Spotted Piranha, Portugiesisch Catirina, ist eine Sägesalmlerart aus dem tropischen Südamerika.

## Beschreibung
Die Fische werden bis 27 Zentimeter lang. Der Körper ist hochrückig, das dorsale Kopfprofil stark konkav. Auf dem vorstehenden Unterkiefer sitzen 7 Zähne, der Oberkiefer ist unbezahnt. Auf dem Zwischenkiefer (Premaxilla) sitzen 6, auf dem Gaumenbein (Palatinum) 4 bis 7 Zähne. Entlang der Seitenlinie befinden sich 74 bis 79 durchbohrte Schuppen, die Querreihen oberhalb und unterhalb der Seitenlinie zählen 26 bis 30 Schuppenreihen. Rückenflosse (Dorsale) und Brustflossen (Pectorale) haben 15 bis 17, die Bauchflossen (Ventrale) 7, die Afterflosse (Anale) 32 bis 36 und die Schwanzflosse (Caudale) 19 Flossenstrahlen. Die Grundfarbe der Tiere ist silbrig, auf dem Körper befinden sich dunkelbraune, runde Flecken. Schwanz- und Afterflosse sind vollständig oder zum Teil schwarz, distal (vom Körper entfernt) ist der Rand dünn transparent (hyalin). Die anderen Flossen sind transparent oder gelblich mit wenigen verstreuten schwarzen Flecken.

## Verbreitung
Das natürliche Verbreitungsgebiet von Serrasalmus marginatus ist das Río Paraguay und Paraná Einzugsgebiet. Die Art kommt in Argentinien, Brasilien, Bolivien, Paraguay und Uruguay vor.

## Lebensweise
Serrasalmus marginatus lebt in Flüssen, Bächen und Lagunen des Paraná-Beckens. Bei der Nahrungsaufnahme gibt es anders als bei anderen Piranha-Arten keine saisonalen Abweichungen. S. marginatus jagt überwiegend am Tag. Größere Exemplare auch bei Einbruch der Dunkelheit. In der Nacht selbst verbergen sie sich in schützender Wasservegetation. Kleinere Fische mit einer Länge von 7 bis 10 Zentimetern leben einzeln und beanspruchen ein Territorium von ca. drei bis vier Quadratmetern. Ihre Ernährungsgewohnheiten ähneln stark der Art Catoprion mento, welche ebenfalls Schuppen und Flossen anderer Fischarten frisst. Beide Arten pirschen sich mit typischen ruckartigen Bewegungen im Schutz der Wasservegetation an ihre Beutefische heran. Dann schnellen sie hervor und beißen ihrem Opfer Fleischstücke aus der Schwanz- oder Analflosse heraus. Das typische Geräusch beim Herausbeißen ist unter Wasser hörbar.

## Forschungsgeschichte
Die erste Erwähnung der Art findet sich bei einem Bild in Voyage dans l'Amérique méridionale. von Alcide Dessalines d’Orbigny. Sherborn und Griffin datierten 1934 das Bild auf 1837. Eine kurze Beschreibung der Art erschien erst 1847.